# 1960年ローマオリンピックのスウェーデン選手団
1960年ローマオリンピックのスウェーデン選手団（1960ねんローマオリンピックのスウェーデンせんしゅだん）は、1960年8月25日から9月11日にかけてイタリアの首都ローマで開催された1960年ローマオリンピックのスウェーデン選手団、およびその競技結果。

## 概要
今大会は金メダル1個、銀メダル2個、銅メダル3個の合計6個のメダルを獲得した。

## メダル
| メダル | 選手名                                                  | 競技       | 種目                    |
| ------ | ------------------------------------------------------- | ---------- | ----------------------- |
| 金     | スヴェン・オロフ・シェーデリウス ゲルト・フレドリクソン | カヌー     | 男子 k-2 1000m          |
| 銀     | ヨーン・リュングレン                                    | 陸上       | 男子50km競歩            |
| 銀     | ジェーン・セダークヴィスト                              | 競泳       | 400m 自由形             |
| 銅     | ゲルト・フレドリクソン                                  | カヌー     | 男子 k-1 1000m          |
| 銅     | グスタフ・フライ                                        | レスリング | グレコローマン ライト級 |
| 銅     | ハンス・アントンソン                                    | レスリング | フリースタイル ミドル級 |